# Lukáš Dlouhý
Lukáš Dlouhý (n. 9 aprilie 1983, Písek⁠(d), Republica Socialistă Cehă, Cehoslovacia) este un fost jucător ceh de tenis.

## Finale Grand Slam

### Dublu
Câștiguri (2)
| An   | Turneu        | Partener     | Oponent în finală            | Scor în finală |
| 2009 | Roland Garros | Leander Paes | Wesley Moodie Dick Norman    | 3–6, 6–3, 6–2  |
| 2009 | U.S. Open     | Leander Paes | Mahesh Bhupathi Mark Knowles | 3–6, 6–3, 6–2  |

Finalist (3)
| An   | Turneu        | Partener     | Oponent în finală           | Scor în finală |
| 2007 | Roland Garros | Pavel Vízner | Mark Knowles Daniel Nestor  | 6–2, 3–6, 4–6  |
| 2007 | U.S. Open     | Pavel Vízner | Simon Aspelin Julian Knowle | 5–7, 4–6       |
| 2008 | U.S. Open     | Leander Paes | Bob Bryan Mike Bryan        | 6–7, 6–7       |